# 11774 Jerne
11774 Jerne eller 1128 T-3 är en asteroid i huvudbältet som upptäcktes den 17 oktober 1977 av den nederländsk-amerikanske astronomen Tom Gehrels och det nederländska astronomparet Ingrid van Houten-Groeneveld och Cornelis Johannes van Houten vid Palomarobservatoriet. Den är uppkallad efter den danske immunologen Niels K. Jerne.
Asteroiden har en diameter på ungefär 12 kilometer.